# Tarator (salsa)
El tarator és una salsa tradicional de la cuina turca.

## Elaboració
El tarator es fa a base de molles de pa sec. El pa es barreja amb nous moltes, all molt i alguna petita quantitat de iogurt (al gust de cadascú) o bé süzme yoğurt (iogurt filtrat) o maionesa. Es condimenta amb sal i pebre negre. Se li afegeix unes gotes de suc de llimona i una mica d'oli d'oliva i es deixa reposar. La seva consistència ha de quedar com una pasta densa, un cop pren aquesta textura, es guarda en un lloc fred. A l'hora de servir s'adorna amb fulles de julivert, nous partides per la meitat, i olives negres sense pinyol i tallades per la meitat.

## Consum
El tarator és consumit amb alguns plats de mariscs, especialment midye tava i kalamar tava. No és un plat d'acompanyament, se serveix com a salsa. Hi ha qui menja el tarator com un meze, però no és una pràctica habitual.